# Polycera janjukia
Polycera janjukia is een slakkensoort uit de familie van de Polyceridae. De wetenschappelijke naam van de soort is voor het eerst geldig gepubliceerd in 1962 door Burn.